# Річки Тернопільської області
Гідрографічна мережа Тернопільської області налічує бл. 2400 річок і потічків, з яких 120 річок мають довжину понад 10 км кожна. Всі вони належать до басейну Чорного моря. Річки північної частини області належать до басейну Дніпра, центральної та південної частини — до басейну Дністра. Основні річки в межах області: Горинь (притока Прип'яті, басейн Дніпра), Стрипа, Серет, Збруч (притоки Дністра), а також Дністер, який тече вздовж південної межі області. Більшість річок (4/5) належить до басейну Дністра.
Усі річки є рівнинними річками; лише на півдні області деякі річки місцями мають ознаки гірських річок — зі швидкою течією, перекатами та водоспадами (наприклад Джуринський водоспад, Русилівські та інші).

## Перелік річок за басейном

### Басейн Прип'яті
- (Стир) — права, в межах Львівської, Рівненської та Волинської областей
  - Слонівка (верхів'я) — права
  - Іква — права
    - Людомирка (верхів'я) — права
    - Іловиця — ліва притока Тартачки (притока Ікви)
- Горинь — права
  - Добринь — права
  - Саморийка — права
  - Самець — ліва
  - Жирак — права
    - Свинорийка — права
    - Буглівка — права
    - Жердь — права

  - Горинька — ліва
  - Вілія — ліва
    - Кума — права
    - Боложівка — права
    - Кутянка — ліва

### Басейн Дністра
- (Гнила Липа) — права, в межах Львівської та Івано-Франківської областей
  - Нараївка — ліва
- Бибелька — ліва
- Горожанка — ліва
- Золота Липа — ліва
  - Західна Золота Липа — права
  - Східна Золота Липа — ліва
    - Махнівка (пригирлова частина) — ліва
      - Зварич — ліва

  - Вербівець — права
  - Ценівка — ліва
    - Конюхи — права
- Коропець — ліва
  - Масювка — права
  - Добровідка — ліва
- Бариш — ліва
- Золота — ліва
- Стрипа — ліва
  - Західна (Мала) Стрипа — права
  - Головна Стрипа — ліва
    - Вовчковецька Стрипа — ліва

  - Східна Стрипа — права
    - Гнилка — ліва

  - Висушка — ліва
    - Цицорка — права

  - Студенка — права
  - Вільховець — ліва
    - Язловчик — ліва
- Провал — ліва
- Криниця — ліва
- Джурин — ліва
  - Лужник — права
  - Поросячка — ліва
- Луча — ліва
- Серет — ліва
  - Серет Правий — права
    - В'ятина (пригирлова частина) — ліва

  - Грабарка
  - Серет Лівий — ліва
  - Смолянка — права
  - Лопушанка — права
  - Нестерівка — права
  - Довжанка — права
  - Гук — ліва
  - Руда — права
  - Нішла — права
    - Свинюха — ліва
      - Кнур — права

  - Брусинець (Брушиця) — права
  - Гнізна — ліва
    - Гніздечна — права
    - Гнізна Гнила — ліва
      - Теребна — ліва
        - Качава — ліва
        - Дзюрава — ліва

    - Сороцька — ліва
    - Вільховець — ліва
    - Боричівка — ліва

  - Гнила Рудка — права
  - Перейма — права
  - Біла — права
  - Млинка — ліва
  - Черкаська — права
    - Травний — права

  - Тупа — права
  - Хромова (Хрумова, Громова) — ліва
- Нічлава — ліва
  - Нічлавка — права
    - Рудка Мала — ліва
    - Жаб'ячий потік — права

  - Драпака — права
  - Циганка — ліва
- Дзвіна — ліва
- Збруч — ліва
  - Нетека — права
  - Самчик — права
    - Гниличка — ліва
    - Вовчок — права

  - Самець — права
  - Сновида — права
  - Турівка — права
  - Гнила — права
    - Гнила Рудка — ліва
    - Гребелька — ліва
      - Гнилка — права

    - Черниця — права
    - Тайна — права
      - Голодні Стави — ліва

  - Суходіл (Чабарівка) — права
    - Слобідка — права

  - Кривчик (Кривенький) — права
  - Нивра — права